# Pseudotaxiphyllum falcifolium
Pseudotaxiphyllum falcifolium là một loài Rêu trong họ Plagiotheciaceae. Loài này được (Hook. f. & Wilson) S. He miêu tả khoa học đầu tiên năm 1997.